# Anke De Ridder
Anke De Ridder (Schoten, 21 juli 1980), geboren als Anke Frédérick, is een Vlaamse actrice en fotomodel.

## Televisie en films
- Nieuw Texas, Nur, 2015
- Bingo, Hilda, 2013
- Aspe, Daniëlla Verelst, 2011
- Mega Mindy, Jennifer, 2010
- Sara, Tine, 2007
- Emma, Joyce, 2007
- F.C. De Kampioenen, fotografe, 2007
- Rupel, Dori, 2004
- Kaat & co, Nikki, 2004

## Theater
De Ridder was lid bij het Echt Antwaarps Teater tot de stopzetting ervan in 2020.

## Muziek
De Ridder was lid van de electronic- en dancegroep Spirit, samen met groepsleden Roxanne Kalishoek, Dimitri Vantomme, Cleo Baele en Raf Moors. Ze hadden een kleine hit in 2000 met I Promised Myself, een cover van de hit van Nick Kamen.

## Privéleven
De Ridder was getrouwd met de winnaar van Wie wordt de man van Phaedra?. Op 25 april 2011 kreeg ze een kind.
In 2015 werd ze geadopteerd door Ruud De Ridder, die getrouwd is met Ankes moeder, actrice Nicole Laurent.
Tot begin februari 2018 had ze een relatie met acteur Ben Van Ostade.
Tussen 2018 en 2020 was ze samen met Alexandra Potvin.